# Leopoldo Alinari
Leopoldo Alinari (Firenze, 1832 – Firenze, 1865) è stato un editore italiano.
Fratello maggiore di Giuseppe e Romualdo Alinari, fondò indipendentemente nel 1854 a Firenze la casa editrice d'arte Alinari, che si specializzò presto in riproduzioni fotografiche.

## Biografia
Nato a Firenze nel 1832, Leopoldo andò a bottega dal calcografo Giuseppe Bardi, mentre il fratello Romualdo nel laboratorio Batacchi e il fratello Giuseppe imparò il mestiere dall'intarsiatore Falcini. Leopoldo aprì un proprio laboratorio in via Cornina nel 1852, mentre la fotografia a Firenze era esclusiva dei pochi tecnici civili (Officine Galileo) e militari (Istituto Geografico Militare). Gli Alinari cominciano a riprodurre i monumenti e le opere d'arte della città su lastre che i fratelli Bisson, fotografi a Parigi, poi avrebbero venduto alla borghesia d'oltralpe.
Nel 1855 si affermarono come fotografi di fama internazionale, con la partecipazione all'Esposizione di Parigi; parteciparono all'Esposizione di Bruxelles del 1856; ottennero commissioni dai regnanti britannici e dagli Asburgo di Vienna. Nel 1861, all'Esposizione Italiana di Firenze vennero presentati al pubblico, per la prima volta, dei lavori di ritrattistica, tra cui alcuni ritratti dei principi e un grande panorama di Firenze in tre parti.
Nel 1863 gli Alinari si trasferirono nel palazzo del nuovo quartiere detto di Barbano, in via Nazionale 8. Nell'anno del trasferimento della capitale da Torino a Firenze, 1865, a novembre Leopoldo Alinari morì prematuramente, lasciando il fratello Giuseppe solo alla direzione dello stabilimento.
Alinari raccolse 110 000 opere d'arte prima di morire. Gli succedettero alla guida i fratelli e, dal 1890, il figlio Vittorio Alinari, che la resse fino al 1920, quando cambiò nome in IDEA.